# 中川利三郎
中川 利三郎（なかがわ りさぶろう、1920年2月28日 - 1997年4月22日）は日本の教育者、政治家、文学者。元衆議院議員（日本共産党公認、3期）。柔道7段。

## 来歴
秋田県秋田市出身。秋田市立川尻小学校を経て秋田市商業学校（現秋田市立秋田商業高等学校）卒業。京都の紡績工場に勤務後、立正大学高等師範科卒業。
戦後は秋田市立高等学校の教師を経て、1951年に教職を辞し秋田市会議員選挙に日本社会党再建派から出馬。この時は落選するものの4年後に秋田市議となり2期務める。初出馬の際に推薦されたことから共産党との縁ができ、市議在任中の1961年12月に日本共産党に入党。1963年から秋田県議3期を経て、1972年に行われた第33回衆議院議員総選挙の秋田県第1区に、日本共産党から立候補し初当選を果たす。
その後、1976年に落選、79年に当選、80年に落選、83年に当選、86年に落選、90年に落選と計3回当選。1991年の秋田県知事選挙に日本共産党公認で立候補するも現職の佐々木喜久治に敗れる。
1997年4月22日、呼吸不全のため秋田市内の病院で死去。77歳。

## 文学活動
秋田商業時代は秋田魁新報へ俳句を投句し、しばしば入選。拓殖大学教授大谷晃の斡旋で、1942年に句集『日は未だ白からず』を出版。後述の様に捕虜時代にも文学活動を行う。戦後も俳句、短歌、詩、小説、エッセイなど幅広いジャンルで作品を残す。詩誌『処女地帯』、『民主文学』、『秋田民主文学』等に執筆。

## エピソード
秋田商業・立正大学では柔道選手として活躍。大学時代は牛島辰熊、大谷晃門下生として木村政彦らと同じ屋根の下で起居し切磋琢磨した。

## 戦歴
1942年出征。1944年7月、乗船していた輸送船「扶桑丸」がバシー海峡にて米海軍の魚雷攻撃で沈没、海中を漂流するも辛くも一命を取り止める。1945年5月15日、フィリピン・ネグロス島に於ける戦闘で身に数発の銃弾を受ける。腕の負傷は柔道界での活躍を断念させる。レイテ島タクロバン郊外パロ収容所では文芸部のリーダーを務める。

## 家族
2003年、07年の秋田県議会議員選挙（秋田市選挙区）で落選した中川猛夫は次男。

## 著書
- 『白は未だ白からず』（句集）風土社　1942
- 『猫の反抗』千秋時報社　1955
- 『風の足音』民衆社　1972
- 『風の大将』民衆社　1977
- 『風の肩車』秋田文化出版社　1982
- 『風鳴りやまず』（歌集）秋田文化出版社　1992